# Celerena semperi
Celerena semperi là một loài bướm đêm trong họ Geometridae.